# Craterocephalus centralis
Craterocephalus centralis là một loài cá thuộc họ Atherinidae. Đây là loài đặc hữu của Úc.